# Robin Page

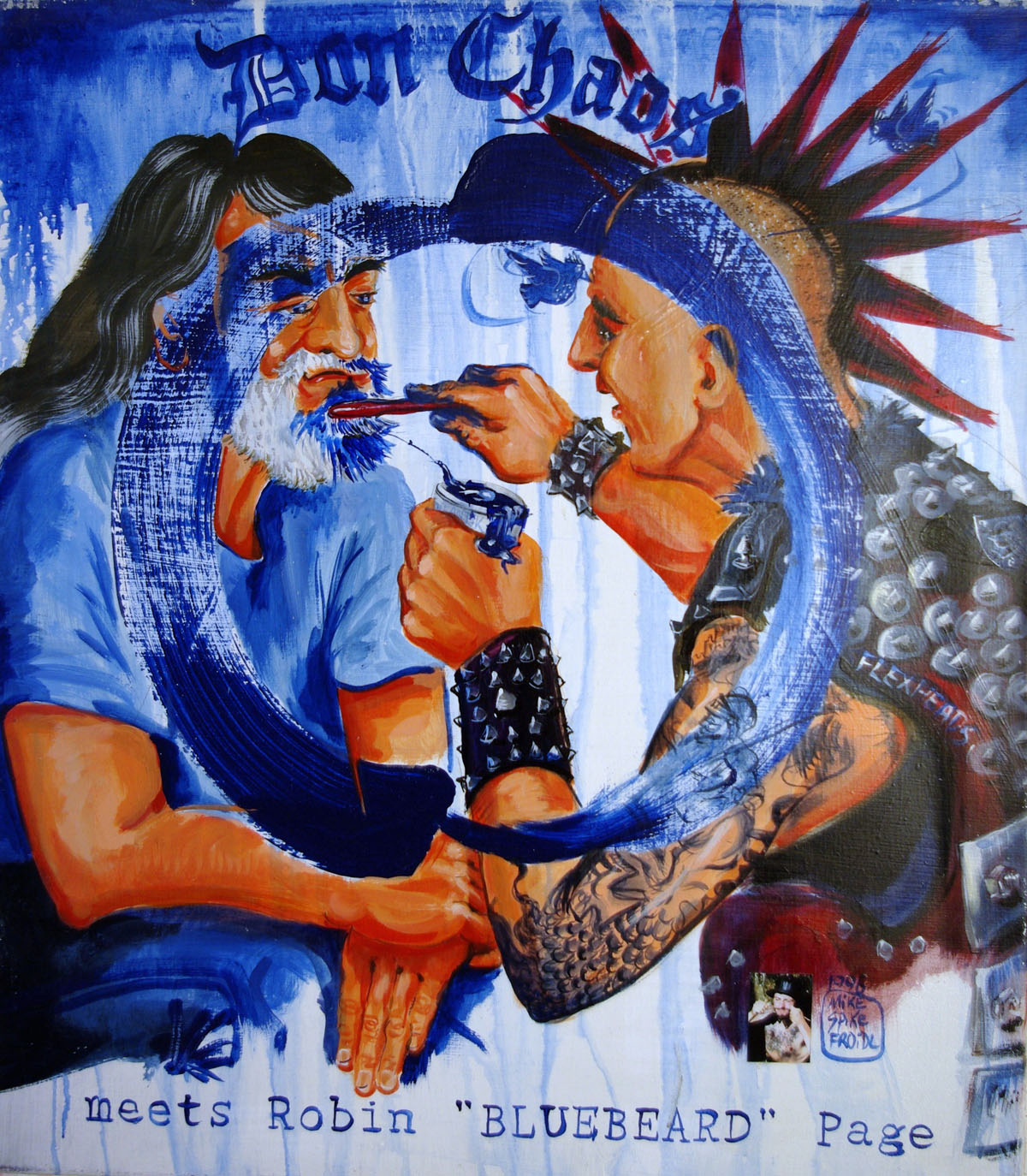
Mike Spike Froidl färbt seinem Kunstprofessor Robin Page den Bart blau, woraufhin dieser sich "Bluebeard" nennt.

Robin Page (* 2. November 1932 in London, Großbritannien; † 12. Mai 2015) war ein britischer Konzeptkünstler und Vertreter der Fluxus-Bewegung.

## Leben und Werk
Robin Page wurde am 2. November 1932 in England geboren. Sein Vater, Peter Carter-Page, war ein Cartoonist und Zeichner und bekam eine Anstellung in den Disney-Studios in Hollywood in den 1930er Jahren. Die Familie zog nach Kanada, wo der junge Page bis zum Alter von 27 Jahren lebte. Er besuchte die Vancouver School of Art von 1952 bis 1954.
Im Jahr 1959 zog Page zurück nach Europa und fand schnell Anschluss an das internationale Netzwerk der Fluxus-Künstler wie Robert Filliou, Dieter Roth, Dorothy Iannone, Daniel Spoerri, Ben Vautier und anderen.
Robin Page hatte von 1963 bis 1965 eine Gastdozentur am High Wycombe College of Further Education und am Leicester College of Art und am Coventry College of Art. Von 1965 bis 1970 war er Dozent am Fine Art Department des Leeds College of Art. Im Jahr 1970 zog Page nach Deutschland und machte die Fluxus-Bewegung zusammen mit anderen Künstlern populär.
Im Jahr 1972 war er mit einigen Objekten Teilnehmer der Documenta 5 in Kassel in der Abteilung Individuelle Mythologien.
1981 bis 1998 war Robin Page Professor an der Akademie der Bildenden Künste München. Seine Meisterschüler waren u. a. WONABC, Yongbo Zhao und Mike Spike Froidl. Froidl färbte 1987 Pages schneeweißen Vollbart blau. Bis dahin hatte Robin Page sich selber als Vorbild mit seinen Gedanken in Bildern gefasst. Mit dem blauen Bart tauschte Robin Page seine Identität aus und wurde zum Wirt der Materialisierung des Bluebeard. Es folgte die Konzeption des Bluebeard AmMuseum’, ein Ort an vorderster Front zeitgenössischer Kunst, an welcher Page den Begriff der Einrichtung an sich verspottet und Bluebeard in den Mittelpunkt seiner Kunstsammlung stellt.
Robin Page hat seine eigene künstlerische Ausdrucksform entwickelt und war einer der ersten Künstler, der auch Humor als Mittel seiner Kunst einsetzte. Die Stilmittel seiner Kunst sind die Malerei, die Objektkunst, Happenings, Events und Performance-Auftritte.

## Happenings (Action Events)
- 1962: The Door, London. Art Indicator, London. Guitar Piece, Misfits Concert, ICA, London. Simultaneous Document of the Space Flight of American Astronaut Walter Shira, London.
- 1963: Plant Piece, Little festival of New Music, London. Two Stones London and the Fluxus Festival, Nice. Wrap-up, BBC, New Comment, London. The Measurement of Motivation, London.
- 1965: Eclipse, Theatre Royal, Stratford, London.
- 1966: Krow 1, Destruction in Art Symposium, London. Beach Boxes, Scarborough. Merry Christmas ‘66, Leeds.
- 1967: Action Lecture on War, Cardiff. Protest March, Leeds.
- 1968: Professor Protozoa’s Mini Majestic Bilou Road Show Yeah, City of London Festival. The Wild Man of Woburn, Woburn Abbey. Event for Liz, St. Valentine’s Eve, Bradford. Concert of Experimental Music, Commonwealth Institute, London.

## Ausstellungen
(Auswahl)

### Einzelausstellungen
- 1969: Art Intermedia, Köln
- 1971: Eat Art Gallery, Düsseldorf
- 1972: Galerie Müller, Köln
- 1973: Kunstverein, Köln; Galerie Muller, Stuttgart; Galerie Gunter Sachs, Hamburg
- 1974: Kunsthalle Düsseldorf
- 1974: Galerie Foncke, Ghent; Salon de Mai, Paris (auch in Braunschweig und Lijnbaacentrum, Rotterdam)
- 1975: Gallery Allen, Vancouver
- 1977: Junior Galerie, Goslar; Galerie Vallois, Paris
- 1979: Galerie Redmann, Sylt; Akademie der Künste, Berlin
- 1980: Galerie Redmann, Berlin; Galerie Redmann auf der ART'80, Basel; Kunsthalle, Darmstadt,
- 1982: Kunstverein Augsburg,
- 1993: Galerie Klewan, München
- 2002: Gallery Hundertmark, Las Palmas de Gran Canaria

### Gruppenausstellungen
- 1953: Young West Coast Painters, Vancouver
- 1954: West Coast Hard Edge, Seattle
- 1962: Festival of Misfits, Gallery One, London; Richmond Jazz Festival
- 1963: Ten Year Show, Gallery One, London
- 1964: Cross Section, City Museum, Leicester; About Round, University of Leeds
- 1965: 45th Summer Exhibition, Redfern Gallery, London; Structures Vivantes, Redfern Gallery, London; Then & Now, Park Square Gallery, Leeds
- 1966: Form & Image, City Museum, Leeds; Destruction in Art Symposium, Leeds
- 1967: Concrete/Spatial Poetry, Midland Group Gallery, Nottingham
- 1969: Amadou in A, Antwerpen
- 1970: Happenings & Fluxus, Kunstverein Köln
- 1972: Szene Rhein-Ruhr, Museum Folkwang, Essen; Documenta 5, Kassel; Freunde des Museums Sammein, Museum Folkwang, Essen
- 1973: 6th International Triennial of Coloured Graphic Prints, Grenchen Galerie Müller, Koln.
- 1990: 44. Biennale von Venedig
- 2002: Fluxus und Freunde 2002, Neues Museum Weserburg, Bremen
- 2005: FLUXUS und Freunde, Kloster Unser Lieben Frauen, Magdeburg
- 2008: Fluxus Scores and Instructions, Museum of Contemporary Art, Roskilde